# Jeon Ki-young
Jeon Ki-young (kor. 전기영; ur. 11 lipca 1973) – południowokoreański judoka. Złoty medalista olimpijski z Atlanty 1996, w kategorii do 86 kg.
Mistrz świata w 1993, 1995 i 1997. Mistrz igrzysk Azji Wschodniej w 1993 i drugi w 1997. Mistrz Azji w 1995 i trzeci w 1996 roku.

## Letnie Igrzyska Olimpijskie 1996
| Konkurencja | Rundy eliminacyjne    | Rundy eliminacyjne         | Rundy eliminacyjne        | Runda finałowa        | Runda finałowa           | Klas. końcowa |
| Konkurencja | Przeciwnik I          | Przeciwnik II              | Przeciwnik III            | 1/2                   | Finał                    | Miejsce       |
| ----------- | --------------------- | -------------------------- | ------------------------- | --------------------- | ------------------------ | ------------- |
| 86 kg       | Mark Huizinga (NED) Z | Serge Biwole Abolo (CMR) Z | Yosvane Despaigne (CUB) Z | Marko Spittka (GER) Z | Armen Bagdasarov (UZB) Z | 1.            |